# Maximus – Der Flug des Wächters
Maximus – Der Flug des Wächters im Legoland Deutschland (Günzburg, Bayern, Deutschland) ist eine Stahlachterbahn vom Modell Wing Coaster des Herstellers Bolliger & Mabillard, die am 25. März 2023 im neuen Themenbereich Mythica eröffnet wurde.
Sie ist die erste Achterbahn mit Inversionen in einem Legoland-Park.

## Fahrt
Die 457 m lange Strecke erreicht eine Höhe von 17 m und verfügt über eine 360°-Helix und zwei Inversionen: einen Korkenzieher und eine Heartline-Roll. Die Züge erreichen auf der Strecke eine Höchstgeschwindigkeit von 54 km/h und es entwickeln sich 2,2 g.

## Züge
Maximus – Der Flug des Wächters besitzt zwei Züge mit jeweils fünf Wagen. In jedem Wagen können vier Personen (eine Reihe) Platz nehmen.